# Feridun Zaimoglu
Feridun Zaimoglu, tureckou grafikou Feridun Zaimoğlu, (* 4. prosince 1964 v Bolu, Turecko) je německý spisovatel a výtvarník tureckého původu.

## Život
Feridun Zaimoglu přišel do Německa se svými rodiči v roce 1965, do roku 1985 žil v Berlíně a Mnichově, později se přestěhoval do Kielu. Započal studia lékařství a umění, nyní je spisovatelem na volné noze.

## Dílo (výběr)
Známým se stal především vydáním knihy Kanak Sprak (1995), která zajímavým, neotřelým a vtipným způsobem seznamuje čtenáře s řečí tureckých přistěhovalců v Německu, tzv. tureckou němčinou.
Kanak Sprak, tedy „řeč Kanaků“, by šlo přeložit jako řeč přičmoudlíků nebo čičmundů. Kniha vzbudila ve společnosti poprask, byla nóvem v jazykovědě, ovlivnila údajně i sociologii.

### Knihy

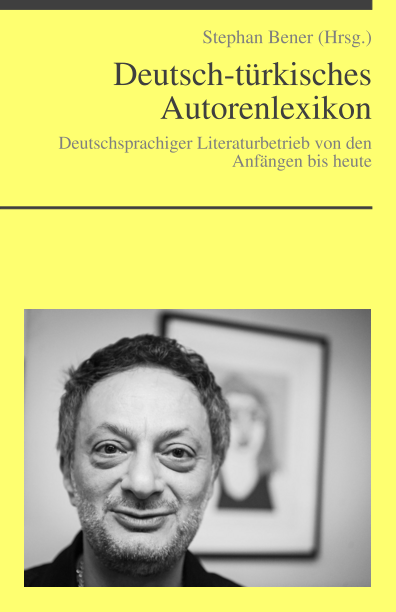
Feridun Zaimoglu.

- Kanak Sprak – 24 Mißtöne vom Rande der Gesellschaft, 1995, ISBN 3-434-54518-2
- Abschaum. Roman, 1997, ISBN 3-434-54509-3 (2000 zfilmováno pod názvem Kanak Attack, režie: Lars Becker. Spolupráce na scénáři)
- Koppstoff, 1999 ISBN 3-88022-674-1
- Liebesmale, scharlachrot. Roman, 2000, ISBN 3-462-03097-3
- Kopf und Kragen, 2001, ISBN 3-596-15290-9
- German Amok. Roman, 2002, ISBN 3-596-15851-6
- Leinwand. Roman, 2003, ISBN 3-434-53080-0
- Othello Neuübersetzung, 2003, ISBN 3-938568-32-1
- Drei Versuche über die Liebe Theaterstücke, 2003, ISBN 3-86582-007-7
- Zwölf Gramm Glück. Erzählungen, 2004, ISBN 3-462-03362-X
- Leyla. Roman, 2006, ISBN 3-462-03696-3
- Rom Intensiv. Erzählungen, 2007, ISBN 978-3-462-03789-0
- Von der Kunst der geringen Abweichung, 2007, ISBN 3-938823-28-3
- Liebesbrand. Roman, 2008, ISBN 978-3-462-03969-6 (č. Lásky žár, přel. Michaela Škultéty, Mladá fronta 2009, ISBN 978-80-204-1942-2)
- Ferne Nähe. Tübinger Poetik-Dozentur, 2008, ISBN 978-3-89929-144-5
- Hinterland. Roman, Roman, Kiepenheuer & Witsch, Köln, 2009
- Ruß, Roman Kiepenheuer & Witsch, Köln 2011, ISBN 978-3-462-04329-7
- Der Mietmaler: eine Liebesgeschichte 2013, ISBN 978-3-7844-3324-0
- Isabel. Roman, Kiepenheuer & Witsch, Köln 2014
- Siebentürmeviertel. Roman, Kiepenheuer & Witsch, Köln 2015
- Evangelio. Roman, Kiepenheuer & Witsch, Köln 2017

### Dramata (společně s Günterem Senkelem)
- Casino Leger, premiéra: Schauspiel Frankfurt 2003
- Ja. Tu es. Jetzt., premiéra: Junges Theater Bremen, 2003
- Halb so wild, premiéra: Theater Kiel, 2004
- Othello, podle Shakespearea, premiéra: Kammerspiele München, 2003
- Lulu Live, podle Wedekinda, premiéra: Kammerspiele München, 2006
- Nathan Messias, premiéra: Schauspiel Düsseldorf, 2006
- Schwarze Jungfrauen, Theater Hebbel am Ufer, 2006
- Molière, premiéra: Salzburger Festspiele, Schaubühne am Lehniner Platz, 2007
- Romeo und Julia, podle Shakespearea, premiéra: Theater Kiel, 2006
- Schattenstimmen, premiéra: Schauspiel Köln, 2008

### Články, ostatní
- sicarim süppkültürünüze, züppeler! Ich scheiße auf eure Subkultur, Ihr Schmöcke! in: Holert, Tom & Terkessidis, Mark (Hrsg.): Mainstream der Minderheiten. Pop in der Kontrollgesellschaft, ID-Verlag, Berlin 1996 ISBN 3-89408-059-0 (s. 86–95)
- Deutschlandstaffelei in: Schweeger, Elisabeth & Witt, Eberhard (Hrsg.): Ach Deutschland! Belville, München 2000 ISBN 3-933510-67-8 (s. 57–63)

## Ocenění
Za svoji literární činnost byl k roku 2017 již pětkrát (tj. tzv. širší nominace – 2006, 2008, 2014, 2015 a 2017) nominován na Německou knižní cenu.
- 1997 – Civis-Medienpreis
- 1998 – Drehbuchpreis des Landes Schleswig-Holstein
- 2002 – Friedrich-Hebbel-Preis
- 2003 – Cena poroty v rámci Ingeborg-Bachmann-Wettbewerb za povídku Häute (publikováno ve sbírce Zwölf Gramm Glück)
- 2005 – Adelbert-von-Chamisso-Preis
- 2005 – Villa-Massimo-Stipendium
- 2005 – Hugo-Ball-Preis města Pirmasens
- 2006 – Umělecká cena spolkové země Šlesvicko-Holštýnsko
- 2006 – tzv. širší nominace na Německou knižní cenu za román Leyla
- 2007 – Carl-Amery-Literaturpreis
- 2007 – Grimmelshausen-Preis za román Leyla
- 2007 – Tübinger Poetik-Dozentur společně s Ilijou Trojanowem
- 2008 – Corine za Liebesbrand (česky Lásky žár)
- 2008 – tzv. širší nominace na Německou knižní cenu za román Liebesbrand
- 2014 – tzv. širší nominace na Německou knižní cenu za román Isabel
- 2015 – tzv. širší nominace na Německou knižní cenu za román Siebentürmeviertel
- 2017 – tzv. širší nominace na Německou knižní cenu za román Evangelio